# Ormosia takeuchii
Ormosia takeuchii là một loài ruồi trong họ Limoniidae. Chúng phân bố ở miền Cổ bắc.